# ميراف بن أري
ميراف بن أري (بالعبرية: מירב בן-ארי، من مواليد 13 نوفمبر 1975) سياسية إسرائيلية تشغل حاليا منصب عضو في الكنيست لكولانو.